# Rembourskredit
Der Rembourskredit [rãbu:r–] ist im Bankwesen eine besondere Form des Akzeptkredits, dem ein grenzüberschreitender Warenhandel zugrunde liegt.

## Allgemeines
Diese Definition des BGH erfasst einerseits den grenzüberschreitenden Warenhandel und andererseits die Mitwirkung eines Kreditinstituts mittels Akzeptkredit. Das Wort „rembours“ stammt aus dem Französischen und bedeutet „Rückzahlung einer Auslandsforderung durch Vermittlung einer Bank“. Der Rembourskredit verstärkte sich durch die Intensivierung des internationalen Handels ab 1950. Als Beteiligte treten der Importeur, der Exporteur und eine Remboursbank auf. 

## Abgrenzung
Oft wird der Rembourskredit mit dem Akkreditiv verwechselt oder als Synonym gebraucht. Der Rembourskredit ist als Bankkredit für alle Beteiligten offen zu erkennen, beim Akkreditiv kann der Begünstigte nicht erkennen, ob damit eine Kreditgewährung gegenüber dem Auftraggeber verbunden ist. Der Rembourskredit ist eine Sonderform des Akzeptkredits, denn er verwendet dieses Bankprodukt lediglich als Bestandteil eines neuen Finanzierungsinstruments. Außerdem sind beim Rembourskredit Warendokumente als Kreditsicherheit der Remboursbank einzureichen. 

## Arten
Beim direkten Rembourskredit unterhält der Importeur eine unmittelbare Beziehung zur Remboursbank, mit der er einen Kreditvertrag über den Rembours abschließt. Beim indirekten Rembourskredit sucht der Importeur über seine Hausbank die Verbindung zu einer Remboursbank (eine Korrespondenzbank), die im Auftrag und für Rechnung der Hausbank den Rembourskreditvertrag abschließt („vermittelter Rembourskredit“). Dieses Verfahren nennt man im Bankwesen den „Rembours of London“.

## Verfahren
Die Remboursbank schließt mit dem Importeur einen Rembourskreditvertrag, der den Akzeptkredit und die Übergabe bestimmter Warendokumente (meist Konnossemente) vorsieht. Der Exporteur stellt daraufhin eine Tratte aus, die von der Remboursbank als Bezogenem akzeptiert wird. Die Remboursbank verpflichtet sich wechselrechtlich zur Einlösung der auf sie gezogenen und von ihr akzeptierten Tratte am Verfalltage. Der Akzeptkreditnehmer, der selbst auf dem Wechsel nicht unterschreibt, verpflichtet sich gegenüber der Remboursbank auf Grund des Akzeptkreditvertrages. Der Exporteur hat nun die Sicherheit, dass durch das Bankakzept die Bank als zusätzlicher Schuldner für seine Forderung haftet und kann deshalb der Remboursbank die Warendokumente zur Verfügung stellen. Da es sich bei den Warendokumenten um gekorene Orderpapiere handelt, ist der legitimierte Inhaber dieser Wertpapiere zugleich Eigentümer der exportierten Waren (Traditionspapiere). Das bedeutet, dass die Remboursbank durch Indossierung dieser Transportdokumente auch Eigentümerin der Waren wird. 

## Bedeutung
Die Remboursbank gewährt einen dokumentären Akzeptkredit, mit dem der Importeur die Waren bezahlen kann, diese Zug um Zug gegen Übergabe der Warendokumente erhält und der Exporteur den Kaufpreis der Waren vereinnahmt. Der Rembourskredit ist damit ein Zahlungsmittel im Außenhandel, das dem Exporteur den Kaufpreis sichert und dem Importeur den Eingang der Waren gewährleistet. Beide Parteien können deshalb mit Hilfe des Rembourskredits die Risiken einer Vorauszahlung bzw. eines ungewollten Warenkredits ausschließen.   